# 大湖區域
大湖（Big Lake），是一個位於加拿大亞伯達省愛德蒙頓市的一個區域，因緊鄰北側的大湖而得名。最早於1991年於大湖區域計劃案（Big Lake ASP）納入市境。

## 地理
大湖區域位於愛德蒙頓市內西北角，大致範圍為231街以東、亞伯達省16號公路耶洛黑德徑（耶洛黑德公路）以北、安東尼瀚迪道（亞伯達省216號公路）和雷·吉彭道（Ray Gibbon Drive）以西、137大街和大湖水域以南之區域。
此區域亦在城市範圍邊界：231街以西接壤帕克蘭縣，區域東北方與聖艾伯特市相接，並在大湖以北與鱒縣相鄰。
此外，市內連接則是安東尼瀚迪道以西為基諾卡矛平原（Kinokamau Plains）；耶洛黑德徑以南則為溫特本工業區（Winterburn Industrial）。

## 下屬區劃
自最初的大湖區域計劃案中即有計畫以下五個住宅型鄰里社區，且此大湖區域內鄰里社區皆以緊鄰之大湖既有的野鳥種類命名。
- 豪克斯里奇：意譯為鷹嶺，原定之大湖區域第三鄰里社區，於2010年9月重命今名。名稱來自於鷹[8]。
- 金谷列特園：意譯為戴菊庭園，原定之大湖區域第四鄰里社區，於2014年5月重命今名。名稱來自於戴菊鶯[9]。
- 頻泰爾蘭定：意譯為尖尾鴨棲地，原定之大湖區域第五鄰里社區，於2014年5月重命今名。名稱來自於尖尾鴨[9]。
- 斯塔爾林：意譯為椋鳥，原定之大湖區域第二鄰里社區，於2010年10月重命今名。名稱來自於椋鳥[10]。
- 特朗佩特：意譯為黑嘴天鵝，原定之大湖區域第一鄰里社區，於2009年8月重命今名。名稱來自於黑嘴天鵝[11]。

## 交通
大湖區域境內主要道路有137大街、199街、特朗佩特通（Trumpeter Way）和溫特本路（Winterburn Road）聯絡；另外亦有其他社區幹道聯絡各社區。
此外，愛德蒙頓交通局於2022年建立「叫車公車路線」（On Demand Transit）系統，其中大湖區域範圍屬於其中B區的叫車區域，有多個公車站點於此區域境內。其中路線駛於各社區主要幹道。

## 資料來源
1. 1 2   (PDF). City of Edmonton.   [February 13, 2013]. （原始内容 (PDF)存档于May 3, 2014）.
2. ↑   (PDF). City of Edmonton.   [February 13, 2013]. （原始内容 (PDF)存档于September 4, 2013）.
3. ↑  . City of Edmonton.   [February 13, 2013]. （原始内容存档于2013-03-28）.
4. 1 2 3 4   (PDF). City of Edmonton. September 2012  [2012-05-12]. （原始内容 (PDF)存档于2014-09-26）.
5. ↑   (PDF) (地图). City of Edmonton. November 2011  [2012-06-26]. （原始内容 (PDF)存档于2013-10-17）.
6. ↑   (PDF). City of Edmonton. May 27, 2014  [February 22, 2015]. （原始内容存档 (PDF)于2021-05-06）.
7. ↑  . City of Edmonton.   [February 22, 2015]. （原始内容存档于November 14, 2013）. The neighbourhood names of Kinglet Gardens and Pintail Landing now complete the Big Lake ASP. Big Lake contains a naming theme of "Native Bird Species of the Big Lake Natural Area".
8. ↑  . City of Edmonton. 2011-07-18  [2012-05-12]. （原始内容存档于2016-08-25）.
9. 1 2   (PDF) (PDF). City of Edmonton: Naming Committee: 3. May 27, 2014  [November 29, 2014]. （原始内容 (PDF)存档于December 5, 2014）.
10. ↑  . City of Edmonton, Naming Committee. 2010-10-27.
11. ↑   (PDF). City of Edmonton, Naming Committee. 2009-08-09  [2012-05-12]. （原始内容存档 (PDF)于2011-06-16）.
12. ↑   (PDF).   [2023-04-17]. （原始内容存档 (PDF)于2022-12-14）.
13. ↑  .   [2023-04-17]. （原始内容存档于2022-12-14）.